# Eugeniusz Kwiatkowski
Eugeniusz Kwiatkowski (30. december 1888, Kraków – 22. august 1974, Kraków) var en polsk politiker og økonom, vicepremierminister i Polen, statsminister og leder af den Anden Polske Republik.

## Biografi
Han studerede på det prestigefyldte jesuiterkollegium i Chyrów og dimitterede derefter kemi ved Universitetet i Lviv og Ludwig Maximilian Universitetet i München.
Efter Józef Piłsudskis statskup i maj 1926 i den Anden Polske Republik blev han anbefalet af præsident Ignacy Mościcki til posten som industri- og handelsminister i Kazimierz Bartels regering. Kwiatkowski var minister i otte på hinanden følgende regeringer (1926-30) og Polens vicepremierminister og Polens finansminister i to regeringer (1935-39).
Blandt Kwiatkowskis mest berømte præstationer er de gigantiske byggeprojekter: opførelsen af havnen i Gdynia , udviklingen af den polske handelsflåde og søhandel og oprettelsen af Centralny Okręg Przemysłowy ( den Centrale Industriregion).
Efter at Sovjetunionen sluttede sig sammen med Nazityskland i invasionen af Polen i 1939, evakueredes han sammen med resten af regeringen fra Polen den 17. september. Han var interneret i Rumænien indtil 1945. Efter krigen vendte han tilbage til Polen og overvågede projekterne for genopbygningen ved den polske kyst, og i årene 1947 – 1952 var han medlem af Sejmen (det polske parlament).
Han faldt han i unåde da det kommunistiske og sovjetiske greb om den polske regering blev styrket, noget han modsatte sig. Den kommunistiske regering tvang ham til at gå på pension i 1948. Fra 1952 og fremefter koncentrerede han sig om studier af kemi, fysik og historie.
Han døde i Kraków den 22. august 1974.